# Buch (Illerkirchberg)
Buch ist ein Ortsteil der Gemeinde Illerkirchberg im Alb-Donau-Kreis in Baden-Württemberg. Der Weiler liegt circa einen halben Kilometer südwestlich von Oberkirchberg.

## Geschichte
Buch wird 1275 erstmals urkundlich erwähnt. Der Ort gehörte zur Grafschaft Kirchberg. Das Kloster Wiblingen erwarb seit dem 14. Jahrhundert Rechte und Güter und hatte im 18. Jahrhundert die Niedergerichtsbarkeit über seine Mühle und mehrere Güter. 
Im Zuge der baden-württembergischen Gebietsreform kam Buch am 1. April 1972 durch den freiwilligen Zusammenschluss der damals selbstständigen Gemeinden Oberkirchberg, zu dem es gehörte, und Unterkirchberg zur neu gegründeten Gemeinde Illerkirchberg.